# Fryderyk I (landgraf Hesji-Homburg)
Fryderyk I (ur. 5 marca 1585 r. w Lichtenbergu, zm. 9 maja 1638 r. w Homburgu) – landgraf Hesji-Homburg od 1622 r.

## Życiorys
Fryderyk był czwartym (a trzecim i najmłodszym spośród tych, którzy przeżyli ojca) synem landgrafa Hesji-Darmstadt Jerzego I Pobożnego i Magdaleny z Lippe. Otrzymał niewielką część księstwa Hesji-Darmstadt z Homburgiem, która pozostała w rękach jego potomków aż do 1866 r.
Żoną Fryderyka była Małgorzata Elżbieta (1603/4–1667), córka Krzysztofa, hrabiego Leiningen-Westerburg. Fryderyk i Małgorzata Elżbieta mieli sześcioro dzieci:
- Ludwik Filip (1623–1643), następca ojca jako landgraf Hesji-Homburg,
- Jerzy (1624–1624),
- Wilhelm Krzysztof (1625–1681), następca Ludwika Filipa jako landgraf Hesji-Homburg,
- Jerzy Chrystian (1626-1677), następca Wilhelma Krzysztofa jako landgraf Hesji-Homburg,
- Anna Małgorzata (1629–1686), żona Filipa Ludwika, księcia Szezwika-Holsztynu-Sondenburg-Wiesenburg,
- Fryderyk II (1633–1708), kolejny landgraf Hesji-Homburg.